# Сегура-де-ла-Сьерра

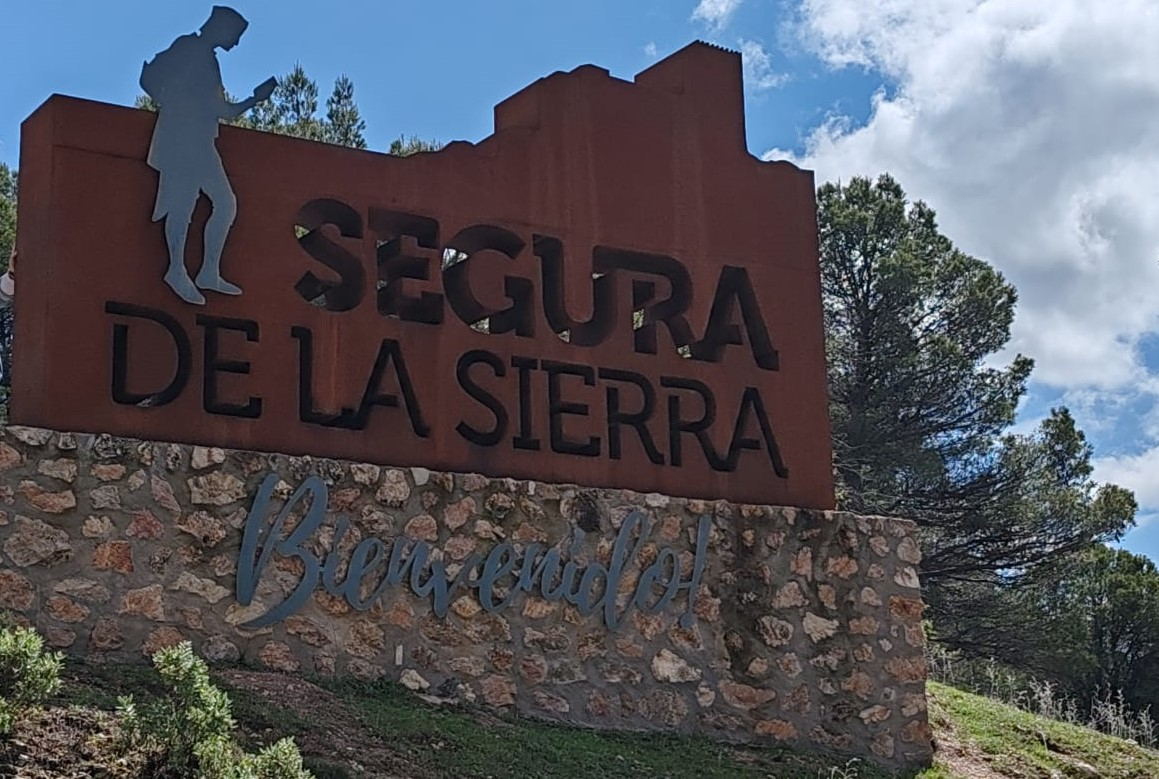
Стела при въезде в Сегура-де-ла-Сьерра

Сегура-де-ла-Сьерра (исп. Segura de la Sierra) — город и муниципалитет в Испании, входит в провинцию Хаэн, в составе автономного сообщества Андалусия. Муниципалитет находится в составе района (комарки) Сьерра-де-Сегура. Занимает площадь 224 км². Население — 2026 человек (на 2010 год). Расстояние — 160 км до административного центра провинции.

## Население
| Год  | Численность | Численность   |
| ---- | ----------- | ------------- |
| 2001 | 2159        | [ 2 ]         |
| 2002 | 2062        | [ 3 ]         |
| 2004 | 1860        | [ 4 ]         |
| 2005 | 1771        | [ 5 ]         |
| 2006 | 2029        | [ 6 ]         |
| 2007 | 2005        | [ 7 ]         |
| 2008 | 1986        | [ 8 ]         |
| 2009 | 2054        | [ 9 ]         |
| 2010 | 2026        | [ 10 ]        |
| 2011 | 1977        | [ 11 ]        |
| 2012 | 1982        | [ 12 ]        |
| 2013 | 1949        | [ 13 ]        |
| 2014 | 1923        | [ 14 ]        |
| 2015 | 1916        | [ 15 ]        |
| 2016 | 1845        | [ 16 ]        |
| 2017 | 1807        | [ 17 ]        |
| 2018 | 1782        | [ 18 ] [ 19 ] |
| 2019 | 1790        | [ 20 ]        |
| 2020 | 1803        | [ 21 ]        |
| 2021 | 1771        | [ 22 ]        |
| 2022 | 1729        | [ 23 ]        |
| 2023 | 1710        | [ 24 ]        |
| 2024 | 1688        | [ 1 ]         |

## История
Во время наполеоновского вторжения, известного как Пиренейские войны, пожар полностью уничтожил архивы города, унеся с собой большую часть его истории, которая до сих пор остается малоизвестной.
Тем не менее, известно, что поселение было захвачено арабами в 781 году, и в процессе Реконкисты отвоёван христианами в  1214 году, в день святого Винсента, который и стал покровителем города.

## Достопримечательности
Главной достопримечательностью Сегура-де-ла-Сьерра является одноимённый замок, возведённый арабами на месте древнеримской сторожевой башни. Он был расширен Орденом Сантьяго, который разместил там центр энкомьенды Кастилии. В  последней четверти XV века замок Сегура-де-ла-Сьерра стал резиденцией Великого магистра ордена Сантьяго.  
В 1960-х годах начались восстановительные работы, которые позволили превратить этот исторический памятник в общественное пространство. Особо выделяется главная башня, высотой в 19 метров или три этажа. С ней связана легенда о королеве, которая, укрывшись в башне, произнесла: «Здесь я в безопасности» (Aquí estoy segura), откуда и пошло название замка Segura de la Sierra. 
Также в городе сохранились арабские бани. 
С 1972 года Сегура-де-ла-Сьерра  является культурно-историческим памятником, а в 2018 году Сегура-де-ла-Сьерра вошла в список самых красивых населённых пунктов Испании.

## Знаменитые уроженцы
Считается, что местным уроженцем является выдающийся поэт испанского Возрождения Хохе Манрике. Главный дом семьи Фигероа, к которому принадлежала мать поэта, находится именно здесь. Также возможно, что он родился в Паредес-де-Нава, провинция Паленсия. Хотя нет документов, подтверждающих его рождение в каком-либо из этих двух мест, в Сегура-де-ла-Сьерра в 1999 году установлен памятник поэту. На постаменте написано: «Segura de la Sierra самому прославленному из своих  сыновей».